# Vlag van Yamaguchi

Vlag van Yamaguchi (ratio 2:3)

De prefecturale vlag van Yamaguchi bestaat uit een donkerbruin vlak met een wit gestileerd kanji 山 [yama] (wat "berg" betekent) 口 [guchi] (wat "mond" betekent) in de vorm van een vogel die naar de zon vliegt en symboliseert de samenwerking en vooruitgang van de mensen. De prefecturale vlag werd op 3 september 1962 aangenomen.